# 新青年
《新青年》（法語：La Jeunesse）是新文化運動的核心雜誌，後來成爲中國共產黨機關刊物。1915年9月陳獨秀在上海創辦，面嚮青年，宣揚民主與科學。開始名爲《青年雜誌》，一年後改爲《新青年》，1917年搬到北京，1918年編輯部進一步擴大，包括錢玄同、劉半農、陶孟和、沈尹默、胡適、高一涵、魯迅、李大釗。這一時期中國的著名思想家、文學家們紛紛在該刊物上發表文章，《新青年》和北京大學成爲新文化運動的主要陣地。從1920年9月第8卷第1號開始，成爲中國共產黨機關刊物。1926年7月終刊，共出9卷54號。

## 历史

### 创刊

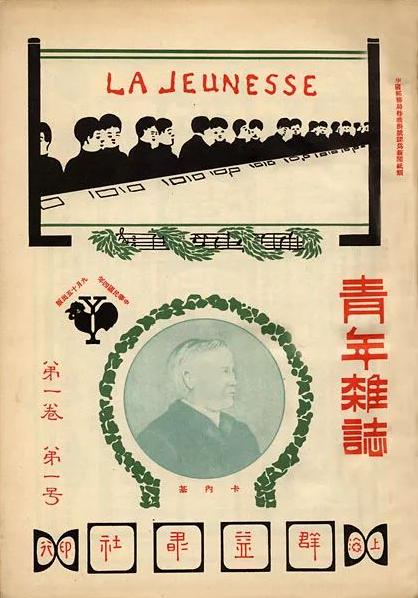
《青年杂志》第一期，封面印有安德鲁·卡内基头像

该刊创始人陈独秀在二次革命失败后对中国时局进行了思考，认为政治革命无用，而“救中国、建共和，首先得进行思想革命”。民国四年（1915年）夏天陈独秀从日本回上海后便开始筹备《青年杂志》，先是同亚东图书馆的汪孟邹商量，在得知亚东图书馆无法合作后又被介绍给群益书社的陈子沛、陈子寿兄弟。几人商议后由群益书社出版《青年杂志》，每月一本，每期支出在200圆。最初发行量为1000份。编辑部在陈独秀家，上海法租界嵩山路吉谊里21号。
在创刊号上，陈独秀发表创刊词《敬告青年》，对青年提出六点要求：
1. 自由的而非奴隶的
2. 进步的而非保守的
3. 进取的而非退隐的
4. 世界的而非锁国的
5. 实利的而非虚文的
6. 科学的而非想像的

并指出：“国人而欲脱蒙昧时代，羞为浅化之民也，则急起直追，当以科学与人权并重。”也就是提出了民主与科学的思想。
《青年杂志》（法文刊名“La Jeunesse”）初期，并未引起社会注意，“销售甚少，连赠送交换在内。期印一千份。” 

### 走向风口浪尖
1916年，群益书社接到上海基督教青年会来信抗议，信上说该杂志同青年会杂志《青年》、《上海青年》同名，要求《青年杂志》改名。为了避免诉讼麻烦，出版方陈氏兄弟与汪孟鄒和陈独秀商议后，自第2卷起《青年杂志》改为《新青年》（下文简写为《新》）。最初由陈独秀主编，刊登投稿。
1916年2月5日1卷6期后因护国战争停刊7个月。1916年9月改名《新青年》复刊，后因北洋当局尊孔风起，1卷6号和《新》2卷1号上发表易白沙《孔子平议》，开始批孔。后陈自2卷2号至3卷6号（16年10月—17年6月）连续发表《驳康有为致总统总理书》、《宪法与孔教》、《孔子之道与现代生活》、《袁世凯复活》、《旧思想与国体问题》、《尊孔与复辟》等文，推动批孔运动。

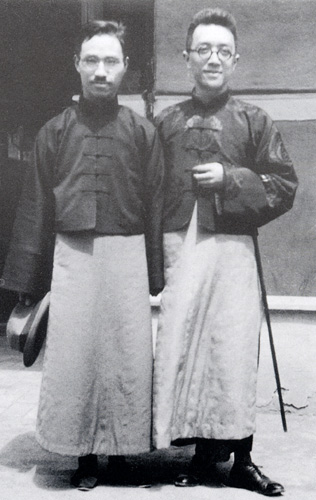
胡先驌（左）与 胡适（右）

1916年11月陈独秀与汪孟邹为亚东书馆和群益书社招股在京停留数月，后蔡元培聘请其出任北大文科学长，陈在1917年1月将新青年总部迁往北京，办公地点在东华门外箭杆胡同，但印刷地点仍在上海。1月，《新》发表胡适给陈独秀的回信，名为《文学改良刍议》，产生重大反响。1917年初四川吴虞响应，致陈独秀数稿，支持批孔，文响一时，被称为四川“只手打孔家店的老英雄”。8月，《新》出齐3卷后因“不能广行，书肆拟终止”停刊。
1918年1月15日复刊出版第4卷1号，此时编委会经过改组由李大钊、钱玄同、刘半农、胡适、沈尹默、高一涵、周树人（魯迅）轮流编辑，不久鲁迅也加入到编辑队伍当中。在第4卷第3期中，刊登《本誌编辑部启事》：“本誌自第四卷第一号起，投稿章程业已取消，所有撰译，悉由编辑部同人共同担任，不另购稿。其前此寄稿尚未录载者，可否惠赠本誌？尚希投稿诸君，赐函声明，恕不一一奉询，此后有以大作见赐者，概不酬。”即《新青年》自4卷1号后改为同人编辑，不接受来稿。5月15日4卷5号发表鲁迅的小说《狂人日记》，进一步推进批孔运动。
1917年秋，上海中华书局费逵、俞复等开设“盛德坛”，组织“灵学会”。并于1918年1月起出版宣传灵学及研究鬼神的《灵学杂志》，《新》对此展开激烈抨击，同时与杜亚泉主编的《东方杂志》展开了东西文化论战，宣传民主主义思想，批判传统道德观念。
到1919年初，群益书社翻印再版1—5号卷《新》，发售预约卷的广告一经推出，即被抢购一空。《新》销量日渐兴旺，全国不少新式学堂设其代销点。

### 分裂衰落
1919年6月11日陈独秀因散发《北京市民宣言》传单被捕，《新》又停刊5个月。此后陈独秀辞去文科学长一职，前往上海。10月迁回上海，设立于原环龙路老渔阳里2号，但仍保留北京编辑部。1919年12月的第7卷起由陈独秀一人主编。1919年12月1日第7卷第1号《新青年》刊登了《本誌所用标点符号和行款的说明》指出“现在从7卷1号起，划一标点符号和行款”。1920年末胡适提出《新青年》应“声明不谈政治”，遭到了陈独秀、李大钊、鲁迅等人的反对。

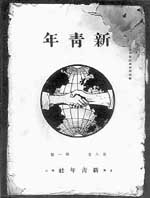
《新青年》改革后的封面

1920年中共发起组决定将《新》从9月1日出版的第8卷1号改组为机关宣传刊物。封面也做改变：正中为一个地球，从东西两半球分别伸出两手相握。暗示中国人民与十月革命后的苏维埃俄国团结，也暗示全球无产阶级团结。封面上隔着大西洋握手的图案，是美国社会党的党徽。编辑部增加李汉俊、陈望道、袁振英等发起组成员，刊登启示与群益书社解除关系，专门成立“新青年社”独立印行。同时增《俄罗斯研究》专栏，到9卷3号止。胡适对此后《新》的变化提出质疑，认为“色彩过于鲜明”，“北京同人抹淡的功夫决赶不上上海同人染浓的手段之神速”。
1921年1月22日胡适写信与北京同人李大钊、鲁迅、钱玄同、陶孟和和高一涵等，再次声明其主张，指责《新》“差不多成了《Soviet Russia》的中译本”并给陈望道寄去明信片表示反对“将《新》所宣传共产主义之用”。同时《新》的变化也招致社会上的议论和批评，同时部分军阀地区也禁止邮寄，《新》内部开始分裂。胡适主张另创哲学文学杂志，将马列理论分裂出《新》，同时将编辑部移回北京。但陈依旧坚持己见，并取消了北京的编辑部。
1921年2月上海法租界巡捕查抄新青年社，处罚并勒令其迁移。《新》从8卷6号起转入地下编辑，假托迁移广州，继续由陈望道等人编辑。
1921年7月中共成立，《新》成为理论刊物。9月陈独秀再任主编，只出一期后停刊。1922年7月又出一期(9卷6号)。

### 再刊
为借《新青年》的影响力，中共于1923年6月15日再刊《新青年》，改为季刊，由瞿秋白主持。中共四大决定改为月刊，由彭述之负责。1925年4月1日，第一期后，彭述之因病住院，复由瞿秋白主持。后因人力物力困难，难以为继，1926年第5号后，终刊。

## 影响
《新青年》宣传民主与科学，提倡新文学反对旧文学，提倡白话文反对文言文。受到1917年俄国十月革命的影响，《新青年》在后期开始宣传马克思主义以及马克思主义哲学。

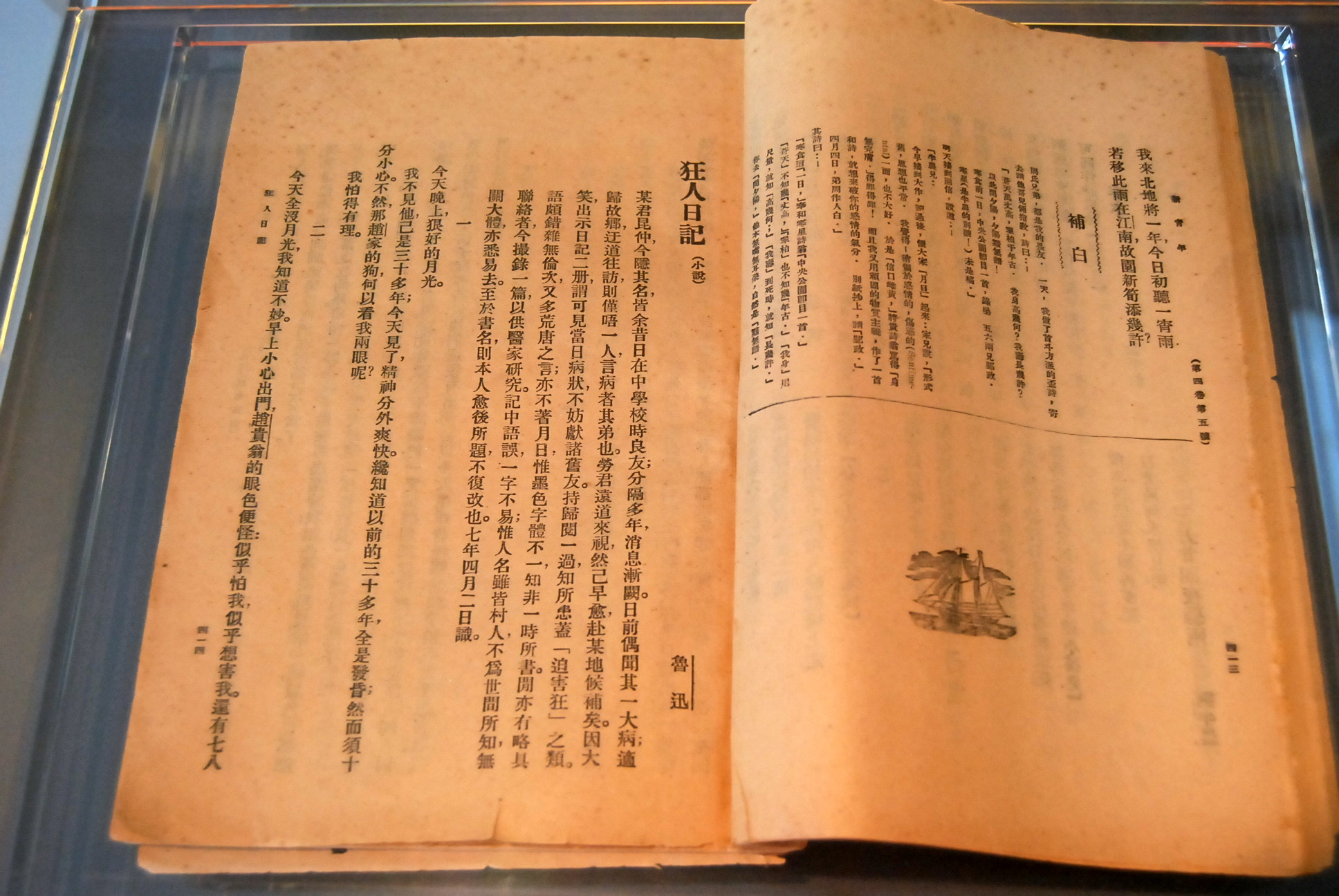
发表在1918年5月15日4卷5号《新青年》上的《狂人日记》

- 1916年9月2卷1号胡适翻译的俄国泰来夏浦的小说《决斗》，这是《新青年》上的第一篇白话文。[9]
- 1917年1月1日2卷5号胡适发表应「文学改良刍议」，推广白话文，以打破旧思想（如儒家思想）及推动文学改革为目标。
- 1918年5月15日4卷5号鲁迅发表第一篇白话小说《狂人日记》。
- 1918年10月5卷5号李大钊发表《庶民的胜利》、《布尔什维克的胜利》等文章，传播马克思主义思想。

许多高層共产党员（如毛泽东）都受到过《新青年》的影响。

### 德先生和赛先生
- 1919年第6卷第1号陈独秀发表《本誌罪案之答辯書》，提出“本誌同志本来无罪，只因拥护那德谟克拉西（民主democracy的音譯）和赛因斯（科学science的音譯）這两位先生，才犯了这几条滔天大罪的。我们现在认定只有这两位先生，可以救治中国政治上、道德上、学术上、思想上一切的黑暗。若因为拥护这两位先生，一切政府的压迫，社会的攻击笑骂，就是断头流血，都不推辞。”第一次将科学与民主称为「赛先生」与「德先生」。[10]

在中國大陸教科书中，以「四個反對」和「四個提倡」概括新文化運動的主要內容，其中首兩條即是「德先生」和「赛先生」：
1. 提倡民主，反對專制、獨裁。
2. 提倡科學，反對愚昧、迷信。
3. 提倡新道德，反對舊道德。
4. 提倡新文學，反對舊文學。

## 评价
《新青年》发行以后，受到《学衡》等的批判。